# Коптєв Анатолій Андрійович
Анатолій Андрійович Ко́птєв (20 березня 1926, Братський Посад — 3 червня 1980, Миколаїв) — український радянський скульптор і педагог; член Миколаївської обласної організації спілки радянських художників України з 1967 року. Батько художників Віктора і Галини Коптєвих.

## Біографія
Народився 20 березня 1926 року в селі Братському Посаді (нині Кропивницький район, Кіровоградська область, Україна). Після демобілізації з армії вступив до Дніпропетровського художнього училища, яке закінчив у 1955 році; у 1962 році закінчив Львівський інститут прикладного і декоративного мистецтва, де навчався у Олексія Жирадкова, Олександра Ситника. Дипломна робота — порцеляновий ансамбль «Чарівна сопілка» (керівник Михайло Бєляєв, оцінка — відмінно з похвалою державної екзаменаційної комісії).
Після здобуття мистецької освіти працював викладачем Ужгородського художнього училища. У 1967 році переїхав до Миколаєва, де мешкав у будинку на проспекті Леніна № 96, квартира № 4. Помер у Миколаєві 3 червня 1980 року.

## Творчість
Працював у галузях станкової скульптури, декоративного мистецтва (художня кераміка, карбування, створював картини на склі) та монументально-декоративного мистецтва. Серед робіт:
скульптура
- «Верховинець лісоруб» (1963);
- портрет Тараса Шевченка (1964);
- портрет заслуженого діяча мистецтв УРСР Василя Свиди (1964, дерево);
- портрет Героя Радянського Союзу Степана Вайди (1965).

пам'ятники
- Меморіальний комплекс воїнам-визволителям Миколаєва (1967);
- меморіальний комплекс воїнам, загиблим у боях за Миколаїв (1969);
- воїнам 8-ї гвардійської армії, учасникам Березнегувато-Снігурівської операції у Миколаївські області (1975);
- адміралу Степану Макарову у Миколаєві (1976, в співавторстві з Олександром Сопєлкіним);
- «Материнство» (1978);
- погруддя адміралів Фадея Беллінсгаузена, Михайла Лазарєва, Павла Нахімова на алеї адміралів біля Миколаївського музею суднобудування і флоту (1978, в співавторстві з Олександром Сопєлкіним).

Від 1963 року був учасником республіканських, всесоюзних художніх виставок.